# 叶底珠属
叶底珠属（学名：Securinega）是大戟科下的一个属，为落叶灌木植物。该属共有25种，分布于温带和亚热带地区。